# Estadio Mario Losinno
El  Estadio Mario Losinno (“Gigante de Villa Fox”) es un estadio de fútbol, ubicado entre las calles Justa Lima de Atucha y Sáenz Peña, en Zárate, Provincia de Buenos Aires. Allí hace de local el Club Atlético Defensores Unidos. Fue inaugurado en el año 1942 con una capacidad para 10.000 espectadores.Actuales, con su renovación en los últimos años del 2024 actual.
A unos pocos metros del estadio se encuentra el complejo polideportivo del club, donde se practican diversos deportes.

## Historia
Aunque la institución nació en el año 1914, no tuvo un estadio hasta 1932, que estaría ubicado inicialmente a la vera de la calle Lavalle entre Pellegrini y Bernardo de Irigoyen.
El estadio sería reemplazado en 1942 por el actual y en el antiguo recinto se construiría la Sede Social que pertenece hasta día de hoy al club.
Desde el 8 de diciembre de 2019 el estadio lleva el nombre de Mario Losinno en honor a un expresidente de la institución, quien fue responsable de la gestión que permitió la afiliación del club a la Asociación del Fútbol Argentino.

## Remodelaciones
En el año 2012, el club comenzó la construcción de una tribuna de cemento sobre la calle Justa Lima, denominada Centenario que reemplaza a la antigua de tablones, la cual quedó inaugurada el 10 de junio de 2015. En 2021 firmó un contrato con la empresa constructora Astori, para levantar una grada en el sector de la calle Sáenz Peña. Se inauguró a fines de 2022 y consta de 17 escalones y tiene una capacidad para 4.000 espectadores de pie.

## Datos

### Como llegar
- Colectivos: Líneas 194 E, 500, 503
- Tren: Ferrocarril Mitre

### Sectores
- Popular "Saenz Peña"
- Popular "Bernardo de Yrigoyen"
- Popular "Centenario"
- Platea sector "San Lorenzo"

### Actividades en el estadio
- Running
- Boxeo
- Básquet
- Tenis
- Baby fútbol

- Datos: Q107208613